# 黃竹洋 (西貢)
黃竹洋村，位於香港新界的西貢半島，行政區劃歸納於大埔區，臨近馬鞍山郊野公園，迄今已有350年歷史，面積37公頃，從前村民多姓李，2012年剩一人李炳福居住。由於網上傳為鬼村，所以福伯經常被靈探人士打擾，更有wargame友破壞其家。時至今日已無人居住，農地荒廢，成為高原濕地，有大量野生動物棲息。而村長間中會回來拜祭，曾擁有新界第四大的風水林。

## 歷史
香港日治時期，日軍佔領村落，並在附近開採石礦。到1980至1990年代，因村民到香港市區工作，及交通不便而開始遷離。

## 未來發展
有報導指，發展商從2008年起陸續向村民收購土地，疑準備興建 150戶豪宅，其後更砍伐樹木及清除植物，有環保團體極力反對此發展方案，最後放棄發展。

## 相關連結
- 麥理浩徑第四段